# ملا رجبعلی قهیر
ملا رجبعلی اصفهانی مشهور به ملا رجبعلی قهیر از جمله پیروان اولیه و برجستهٔ سید علی محمد باب شیرازی و سپس میرزا یحیی نوری، صبح ازل بود.
علی محمد باب، اسامی الهی را به‌شمار زیادی از پیروان خود بر اساس اسم اصلیشان اعطا کرد. از جمله ملا رجبعلی اصفهانی را قهیر نامید. قهیر یکی از هفت تنی بود که صبح ازل آنها را «شهدای بیان» نامید.
اثر او، کتاب ملا رجبعلی قهیر که به بخشی از آن به عربی ولی عمدتاً به فارسی نگاشته شده دارای چهار بخش است و اشاراتی به صبح ازل، دلایل سبعه، میرزا اسدلله مشهور به جناب دیان و غیره است. این کتاب بر جانشینی صبح ازل بر باب اشاره دارد.
فاطمه خانم خواهر ملا رجبعلی، صیغهٔ سید علی محمد باب بود. ملا رجبعلی ریاست بهاءالله و رهبری او بر بابیان را نمی‌پذیرفت. قهیر توسط یکی از بهاییان به نام نصیر عرب در بغداد یا کربلا ترور شد.